# Оскар Давичо
Оскар Давичо (Шабац, 18. јануар 1909 — Београд, 30. септембар 1989) био је српски и југословенски књижевник. Давичо је био најмлађи песник у кругу Српски надреалисти. Према речима историчара књижевности Јована Деретића, Давичо је својим талентом, стваралаштвом и ширином утицаја надмашио све остале књижевнике надреалисте.

## Биографија

### Младост и књижевни почеци
Рођен је 18. јануара 1909. године у Шапцу, у јеврејској чиновничкој породици. Основну школу учио је у Шапцу, гимназију у Београду (Прва мушка), где је матурирао 1926. Прву причу објавио је у београдској ревији Недељне илустрације 1923. године. Са Ђорђем Костићем и Ђорђем Јовановићем је издавао листове Окно и Трагови (три свеске 1928 — 1929). Студирао је романистику у Паризу, на Сорбони (1926 — 1928) и на Филозофском факултету у Београду, где је и дипломирао (1930). Објавио је Четири стране и тако даље (1930), са надреалистичким текстовима. Учествује у стварању алманаха Немогуће у коме сарађује и објављује песму Дијапазон ноћи, прозни текст Пакет удаљен од мене целом својом даљином и један цртеж. Године 1930. објављује прву самосталну поетску прозу Анатомија (штампану у 60 примерака).
Краће време ради као професор књижевности у Првој мушкој гимназији у Београду (1931). Постављен је за суплента гимназије у Шибенику, где предаје српски и француски језик. Затим прелази у Бихаћ, где у државној гимназији предаје француски језик од првог до осмог разреда. Јуна 1931. године постаје један од издавача нове надреалистичке ревије Надреализам данас и овде. Са Душаном Матићем и Ђорђем Костићем објављује есеј Положај надреализма у друштвеном процесу.

### Робија и ратне године
Као члан КПЈ, активно се укључује у међуратни политички живот. Постаје секретар Месног комитета КПЈ у Бихаћу, где 1932. бива ухапшен и од Суда за заштиту државе осуђен на пет година затвора. Казну је одслужио у КПД Сремска Митровица. Од 1938. до почетка рата живи прво у Београду а затим и у Загребу. У часопису Наша стварност, 1938. је објавио циклус песама Три зида, Детињство и Србија. Збирка Песме, коју је објавио исте године, забрањена је због „тешке повреде јавног морала“, а Давичо је ухапшен. Следеће године сарађује у листу Живот и рад, и са Огњеном Прицом преводи Буденброкове Томаса Мана.
1940. бива искључен из КПЈ по одлуци Агитпропа због сарадње у Крлежином Печату, где је под псеудонимом С. Ковачић објавио циклус песама Хана и превод Узоране ледине Шолохова (1939). Почетак Другог светског рата, га је затекао у Сплиту где се бавио илегалним радом. Бива ухапшен и интерниран у Борго Вал ди Таро у Италији (округ Парма). Из Италије бежи 1943, и преко Монте Горгена стиже до Далмације. Ступа у редове Прве пролетерске дивизије, са којом прелази Босну, Црну Гору, Санџак, Тару, Дурмитор. Одатле је пребачен на Вис, где је краће време радио у Пресбироу. Затим је са јединицом, преко Ваљева, Аранђеловца, стигао у октобру 1944. до Београда, где учествује у борбама за ослобођење града. По ослобођењу, укључен је у групу која је основала ТАНЈУГ, а потом прелази у Борбу и Глас. Путује са делегацијом писаца по Бугарској са Ивом Андрићем, Радованом Зоговићем и Аницом Савић Ребац. Године 1944, изабран је за првог секретара Удружења књижевника Србије.
Извештава као дописник са суђења у Нирнбергу, а затим борави у Грчкој где прати Маркосове партизане. После тога напушта новинарство и бави се искључиво књижевношћу. Доживљаје из Грчке описаће 1947. у књизи путописа Међу Маркосовим партизанима. Након што се генерал Маркос определио за Резолуцију Информбироа, књига је повучена из продаје. По филмски сценарију Мајка Катина, који је Давичо написао по истој књизи, снимљен је филм (у режији Николе Поповића), који је стављен у „бункер“ због непромењене југословенске политике према Грчкој.

### Књижевни рад
Године 1951, Давичо је изабран за дописног члана Југословенске академије знаности и умјетности. Исте године објављује књигу Поезија и отпори, која представља значајну расправу и наговештај нових схватања литературе и њене улоге у социјалистичком друштву. Следеће године објављује роман Песма, који говори о животу у окупираном Београду за време рата. Кроз лик Миће, главног лика романа, Давичо испитује моралне дилеме револуције и проблеме партијске дисциплине. Награђен, роман је преведен на већи број страних језика (немачки, пољски, енглески, мађарски, албански, словачки, руски...). Давичо је био један од уредника часописа Нова мисао (1953 — 1954). Године 1955. један је од оснивача и затим дугогодишњи уредник часописа Дело (са Антонијем Исаковићем и Александром Вучом. За роман Бетон и свици добија 1956. године своју прву НИН-ову награду. У наредним годинама је објавио роман Радни наслов бескраја (1958), а затим и књиге песама Тропи и Каирос наредне године. За целокупно песништво је 1959. добио Змајеву награду. У јеку колонијалног ослобађања, Давичо путује по Африци, након чега објављује књигу путописа Црно на бело (1962). Исте године излазе и роман Генералбас и књига есеја Нотес. У периоду од 1962. па до 1972, објављује циклус од пет романа под насловом Робије.
Давичо је сарађивао у многим листовима и часописима, у којима је објављивао текстове: Наша књижевност, Сведочанства, Дело, Нин, Телеграм, Видици, Нови живот, Поља, Форум, Борба, Багдала, Политика. У библиотеци Српска књижевност у сто књига (Матица српска и Српска књижевна задруга), 84. књига изабраних песама је посвећена стваралаштву Давича. У Српској и хрватској поезији двадесетог века: антологија, приређивач Предраг Палавестра је описао Давича као „необузданог, сензуалног и бучног, песника јаке имагинације и велике експресивне снаге склоног песничкој игри и експерименту“.
За роман Глади, Давичо је добио 1964. по други пут Нинову награду, а следеће године још једном за роман Тајне, поставши тако једини троструки лауреат ове значајне књижевне награде. Године 1968. објављује поему Трг еМ. Наредне године, у заједничком издању „Просвете“ из Београда и сарајевске „Свјетлости“, изашле су из штампе Сабрана дела Оскара Давича у двадесет књига.
Године 1980, Давичо са породицом напушта Београд и прелази у Сарајево, где оснива и уређује часопис Даље. Исте године, издавачко предузеће „Нолит“ је објавило циклус Робије у пет књига, а четири издавачке куће („Просвета“, „Младост“, „Побједа“, „Свјетлост“) су објавиле Давичово песничко дело у осам књига, под називом Изабрана поезија. У Загребу се појављује нови Давичов роман Господар Заборава. Именован је и за члана Савета федерације. Године 1983, Давичо се вратио у Београд. Предаје сарајевском „Ослобођењу“ рукопис првог дела романсиране аутобиографије По занимању самоубица. Рукопис другог дела, под називом По занимању издајник, нестао је у ратом захваћеном Сарајеву. У последњим годинама објављује неколико књига поезије: Двојезична ноћ, Светлаци неслични себи, Митолошки зверињак смрти, Песмице: а дифтонг се обесио и Ридаји над судбином у магли.
Умро је у Београду 30. септембра 1989. године и сахрањен је у Алеји заслужних грађана на Новом гробљу у Београду.
Дела Оскара Давича су преведена на већи број страних језика: албански, арапски, бугарски, чешки, енглески, есперанто, француски, холандски, мађарски, немачки, пољски, румунски, руски, словачки, словеначки, италијански, турски.
О Стефану Немањи је записао да је он посмртно проглашен Мироточивим, па се због те мироточиве врлине догађа да ђаци и мангупи веле да је била последица гонореје, што још није доказано.
Давичо је објављивао и под следећим псеудонимима: О. Давидовић, С. Ковачић, С. Николић, Влада Барбуловић.

## О Давичовој поезији

### Социјална поезија

#### Песме(1938)
Најпотпунији израз Давичо је достигао у социјалној фази, када је надреалистичка песничка искуства ставио у службу револуционарне ангажованости. „Давичо је сишао са Олимпа надреализма у социјалну поезију“, написао је један критичар с левице поводом изласка његове књиге Песме (1938). Била је то, међутим, сасвим особена социјална поезија, пуна маштовитих слика, вербалног хумора, игри речима, еротике. Иако с неутралним насловом, ова збирка је, као и све наредне, тематски компактна. У пет циклуса, као у пет певања, песник је дао своју духовну аутобиографију, лирску повест својих трагања од снова детињства, преко немира и пораза младости, до откривања истинских вредности, љубави и револуције, којима се песник безусловно предаје. Најснажнији је први циклус, Детињство, у ствари мали хуморно - реалистички еп састављен од шеснаест кратких песама испеваних у хуморно - ироничном тону и у слободном стиху с нечим од наивности и разиграности дечје поезије.
Две наредне песничке збирке непосредно се надовезују на ову, развијајући свака једну од две основне теме до којих нас она доводи: Хана (1939) љубавну тему, а Вишња за зидом (1951) тему револуције, тако да оне с њоме чине особену целину, песнички триптихон, лирску трилогију.

#### Вишња за зидом(1937—1950)
Пркосни и бунтовни Давичов дух проговара у Вишњи за зидом. Настала између 1937. и 1950. поезија те збирке сва је прожета својим бурним временом: она је револуционарно-социјална, родољубива и слободарска. То је у неку руку песничка историја револуционарног покрета у Србији, од Светозара Марковића до народне револуције, епопеја бунтовне Србије, у којој се борбени слободарски патос, сродан јакшићевском романтичарском родољубљу, спаја с комунистичком идеологијом и модерним песничким изразом.

#### Зрењанин(1949)
На истим идејним и стилским претпоставкама заснива се револуционарна поема Зрењанин, о животу и смрти народног хероја Жарка Зрењанина, писана у херојско-патетичном тону и са старим надреалистичким слободама у слици и изразу. Врхунац тог правца певања доноси велика поема Човеков човек (1953), драмски узаврела, „ђавоља лирика ненаписаних драма,“ како ју је песник назвао. Она је сва у грчу обрачуна и самообрачуна с револуционарством као вером, с догматским стегама што ометају спонтано испољавање људскости. Без лакоће и распеваности ранијих песама, она је дата ораторијумски, сва у понесеном екстатичном расположењу.

### Љубавна лирика
У Давичовој љубавној лирици нема ни трага од сентименталности нити од метафизичких импликација својствених нашој поезији од романтизма до експресионизма. Песник је сав у власти чулног и еротског, фасциниран женом и женскошћу као свемоћним начелом плођења и рађања, пред којим падају сви морални и социјални обзири. Хана је врхунац те понесене и распеване поезије чула. Њена јунакиња је девојка из града. Песник је сусреће у бакалници, амбијенту који је по себи непоетичан, и поистовећује је са светом растиња што је окружује. Други јунак, заљубљени песник, грађен је по моделима из тадашње социјалне литературе. Он потиче из нижих, презрених слојева, „од горких нигде никовића“. Новина књиге није само у амбијенту и љубавним протагонистима него и у раскошном богатству слика, у смелости асоцијација и у необичном звуковном распрскавању.

### Књиге поезије
После Човекова човека (1953), Давичо је објавио преко десет књига поезије, међу којима : Ненастањене очи (1954), Флора (1955), Каирос (1959), Тропи (1959), Трг еМ (1968), Тело телу (1975) и др. У њима су видљива нека од својстава његове лирике из социјалног раздобља, узаврела осећајност, барокно обиље слика, бизарне асоцијације, раскошно богатство метафорике, али ту нема оног што је ранију лирику чинило привлачном, нема лакоће израза, брзине стиха, наглашене аудитивности. То је понајпре поезија слика, поезија безгласне визуелности, тешка, нејасна, некомуникативна и због тога неприхваћена код читалаца и недовољно схваћена у критици.

## Прозни писац
Давичо као прозни писац развио се у рату и након рата. Објавио је најпре ратни дневник Међу Маркосовим партизанима (1947) а затим више књига путописне, есејистичке и полемичке прозе, десет романа и збирку приповетка Нежне приче (1984). У романима, који су, уз поезију, најзначајнији део његовог опуса, приказао је револуционарни покрет између два рата (романи о тамновању комуниста: Ћутње, 1963; Глади, 1963; Тајне, 1964; и Бекства, 1966), окупацијске прилике и НОБ (Песма, 1952; Господар заборава, 1981) и послератну изградњу (Бетон и свици, 1956; Радни наслов бескраја, 1958). Свима је заједничко то што говоре о рађању новог света и о новом човеку, борцу и градитељу. Његови јунаци су фанатични приврженици револуције и уједно снажне, импулсивне личности, пуне животне енергије, велики, незасити љубавници.

#### РоманПесма(1952)
У Песми, првом и најбољем Давичовом роману, та два момента, став и живот, револуција и љубав, међусобно су сукобљена. Од свих романсијера педесетих година Давичо највише експериментише. У Песми та тежња ограничава се углавном на средишњи лик младог комунисте Миће Рановића, док у каснијим романима она захвата све ликове и све нивое романескне структуре. Техника романа тока свести допуњује се поступком који Давичо назива „драматургијом унутрашњег живота“. Писац узима један тренутак свести и од њега полази у пројекцији спољних збивања, при чему се износи не само оно што се одиста одиграло или се одиграва него и оно што се могло догодити да су ствари ишле другим током (нпр. кад у Радном наслову бескраја на теревенкама бивших бораца учествују и њихови мртви другови). Иако су Давичова истраживања значајна и занимљива, истинска снага његових романа није ипак у надстварном нити експерименталном и хипотетичком, него пре свега у реализму и поезији.

## Награде и одликовања
Добитник је великог број књижевних награда, између осталих:
- Награда Министарства просвете Народне републике Србије, за песму Спомен на тамновање Светозара Марковића (1947).
- Награда Комитета за културу и уметност Владе ФНРЈ, за књигу Међу Маркосовим партизанима (1948).
- Награда Владе ФНРЈ, за поему Зрењанин (1948).
- Награда Савеза књижевника, за роман Песма (1952).
- Октобарска награда града Београда, за роман Радни наслов бескраја (1958).
- Змајева награда, за целокупно песничко дело (1959).
- НИН-ова награда за најбољи роман године, троструки лауреат: за роман Бетон и свици (1956), за роман Глади (1963) и за роман Тајне (1963).
- Седмојулска награда, за животно дело (1970).
- Награда АВНОЈ-а, за песнички убедљиво и оригинално дело (1970).
- Награда „Бранко Миљковић”, за Прочитани језик (1972).
- Вјесникова књижевна награда „Иван Горан Ковачић”, за књигу есеја Ритуали умирања језика (1976).
- Награда „Алекса Шантић”, за збирку Тело телу (1976).
- Дисова награда, за трајни допринос песништву на српском језику (1972).
- Његошева награда, за књигу поезије Речи на делу (1978).
- Награда жељезаре Сисак, за збирку приповедака Нежне приче (1985).
- Награда „Горанов вијенац”, за збирку песама Светлаци неслични себи (1987).
- Награда „Ристо Ратковић”, за животно дело (1989).

Одликован је Орденом јунака социјалистичког рада (17. јануара 1979) и Орденом заслуга за народ са златним венцем (поводом шездесетогодишњице живота), а носилац је и Партизанске споменице 1941.

## Борбина књижевна награда „Оскар Давичо”
Дневни лист Борба је 1998. године установио књижевну награду „Оскар Давичо” за најбољу књигу први пут објављену у претходној години, која је обухватала све жанрове и међужанрове. Награда је додељивана сваке године на Дан Борбе, 19. фебруара. Последњи пут је додељена 2003. године.

## Дела
Поезија:
- Трагови, 1928.
- Четири стране света и тако даље, 1930.
- Анатомија, 1930.
- Песме (Детињство, Младост, Бродолом, Љубав, Немир), 1938.
- Зрењанин, 1949.
- Вишња за зидом, 1950.
- Хана, 1951.
- Човеков човек, 1953.
- Настањене очи, 1954.
- Флора, 1955.
- Каирос, 1959.
- Тропи, 1959.
- Снимци, 1963.
- Трг Ем, 1968.
- Прочитани језик, 1972.
- Стрип стоп (са Предрагом Нешковићем), 1973.
- Тело телу, 1975.
- Веверице-лептири или надопис обојеног жбуња, 1976.
- Речи на делу, 1977.
- Мистерија дана, 1979.
- Трема смрти, 1982.
- Гладни столив, 1983.
- Ђачка свеска сећања, 1985.
- Мали огласи смрти, 1986.
- Двојезична ноћ, 1987.
- Митолошки зверињак смрти, 1987.
- Светлаци неслични себи, 1987.
- Песмице: а дифтонг се обесио, 1988.
- Ридаји над судбином у магли, 1988.
- Прва рука (постхумно), 1999.
- Детињство и друге песме (постхумно), 2006.
- Кров олује (постхумно, поводом стогодишњице рођења), 2008.

Романи:
- Песма, 1952.
- Бетон и свици, 1955.
- Радни наслов бескраја, 1958.
- Генералбас, 1962.
- Ћутње, 1963.
- Глади, 1963.
- Тајне, 1964.
- Бекства, 1966.
- Завичаји, 1971.
- Господар заборава, 1980.

Мемоари:
- По занимању самоубица, 1988.

Есеји и књижевно-критички текстови:
- Положај надреализма у друштвеном процесу, 1932.
- Поезија и отпори, 1952.
- Пре подне, 1960.
- Нотес, 1969.
- Пристојности, 1969.
- Новине невино, 1969.
- Поезија, отпори и неотпори, 1969.
- Ритуали умирања језика, 1971.
- Под-текст, 1979.
- Под-сећања, 1981.

Кратка проза:
- Нежне приче, 1984.

Путописи:
- Међу Маркосовим партизанима, 1947.
- Црно на бело, 1962.

Полемике:
- Процеси, 1983.
- Полемика и даље, 1986.

Драме:
- Љубав у четири усне, 1956.
- Месије Месијах ох, 1986.

Филмски сценарио:
- Мајка Катина, 1947.
- До победе, 1948.
- Дечак Мита, 1950.
- Последњи дан, 1951.

Преводи:
- Са немачког: Томас Ман, Буденброкови, (са Огњеном Прицом), 1939.
- Са руског: Николај Николајевич Михајлов, Природна богатства Совјетске уније (са Д. Клепац), 1940; Михаил Шолохов, Узорана ледина, 1968; Бела Ахмадулина, Грозница, 1968; Јевгениј Александрович Јевтушенко, Изабране песме (са групом аутора), 1973.

Рукопис друге књиге романсиране аутобиографије По занимању издајник нестао је у ратном Сарајеву.
Сабрана дела Оскара Давича у двадесет књига су у заједничком издању објавили београдска „Просвета“ и „Свјетлост“ из Сарајева 1969. године. „Нолит“ је 1979. године издао циклус романа Робије: Глади, Ћутње, Тајне, Бекства, Завичаји. Изабрану поезију су у осам књига 1979. године у заједничком издању објавили „Просвета“ Београд, „Младост“ Загреб, „Побједа“ Титоград и „Свјетлост“ Сарајево.